# 김파래과
김파래과(Bangiaceae)는 김파래목에 속하는 홍조류과의 하나이다. 김파래(Bangia fuscopurpurea) 등을 포함하고 있다.

## 하위 속
- 김파래속 (Bangia) - 17종
- Bangiomorpha - 1종
- Boreophyllum - 3종
- Clymene - 1종
- Dione - 1종
- Fuscifolium - 2종
- Lysithea - 1종
- Minerva - 1종
- Miuraea - 1종
- 김속 또는 포르피라속 (Porphyra) - 56종
- Pseudobangia - 1종
- Pyropia - 52종
- Wildemania - 7종